# Привільне (Баштанський район)
Приві́льне — село в Україні, у Баштанському районі Миколаївської області. Адміністративний центр Привільненської сільської громади. Населення становить 2659 осіб.
Розташоване на правому березі річки Інгул, за 15 км на північний захід від районного центру.

## Природа
В околицях села виявлено ендемічні рослини, що входять до Червоної Книги України: Горицвіт волзький (Adonis wolgensis Steven), Астрагал одеський (Astragalus odessanus Besser), Брандушку різнобарвну (Bulbocodium versicolor (Ker-Gawl.). Spreng), Карагану скіфську (Caragana scythica (Kom.) Pojark), Шафран сітчастий (Crocus reticulatus Steven ex Adams), Повстянку дніпровську (Cymbochasma borysthenica (Pall. ex Schlecht.) Klokov & Zoz). Неподалік від села розташований ландшафтний заказник «Привільний».

## Історія
Місцевість, де знаходиться Привільне, була заселена ще в глибокій давнині. Про це свідчать археологічні знахідки. Біля Привільного виявлено два поселення, знайдено скарб бронзових знарядь праці і розкопано кургани епохи бронзи (III—II тисячоліття до н. е.) з похованнями в кам'яних розписних ящиках. Біля сіл Привільного
і Новобирзулівки знайдені античні поселення (III–II ст. до н. е.) і перших століть нашої ери, а також розкопані поховання кочівників IX–XIII століть.

### Російська імперія
У письмових джерелах Привільне вперше згадується з середини XVIII ст. Тут жили втікачі селяни-кріпаки, колишні запорізькі козаки, а також російські старообрядці. В 1787 р. в Привільному
налічувалося 1216 жителів. Вони входили до складу Бузького козацького війська (з 1769 р.), а після його ліквідації в 1797 р. були переведені у стан державних селян. Основними заняттями населення були скотарство і рибальство. З часом все більше жителів села переходило до землеробства.
В 30-х роках XIX ст. село ввійшло до складу Бузького, а пізніше — Одеського уланського
полку. В 1847 р. тут проживало 2800 чоловік.
Першу приходську школу з чотирирічним терміном навчання відкрили в Привільному в 1861 р.
Станом на 1886 у селі, центрі Привільнянської волості Херсонського повіту Херсонської губернії, мешкало 3529 особи, налічувалось 630 дворових господарств, існували православна церква, єдиновірська церква, земська станція, 10 лавок. За 12 верст — православна церква, лавка, 2 ярмарки: 9 травня та 16 грудня. За 15 верст — залізнична станція. За 20 верст — православна церква, постоялий двір.
На початку XX ст. Привільне було досить великим селом — центром волості. Протягом року в селі
збиралося три, а з 1901 р.– чотири ярмарки, раз на тиждень — базар. Торгували 18 лавок, були дві корчми. Були розвинуті бондарське, ковальське і шкіряне ремесла. В 1906 р. організоване кредитне, а в 1910 р. — споживче товариства.
Майже до кінця XIX ст. жителі села були позбавлені медичної допомоги. Створений в 80-х роках
Привільненський фельдшерський пункт. Лікарня знаходилася в 40 верстах — в Новій Одесі. Тільки в 1897 р. в Привільному відкрита лікарська ділянка, що обслуговувала понад 31,5 тис. людей. В 1900 р. на кошти земства тут була побудована лікарня.
Функціонувала церковноприходська школа з чотирирічним терміном навчання. В 1874 р. в Привільному
відкрилася земська школа, а з 1898 р. працювала міністерська школа. На початку XX ст. 79 % населення
Привільненської волості не знало грамоти.
Під час революції 1905—1907 рр. в Привільному відбувалися стихійні виступи селян. 22 грудня 1905 р. привільненська біднота брала участь в розгромі економії поміщика Бутовича в Кашперо-Миколаївці. Наприкінці грудня викликані поміщиком урядові війська розправилися з учасниками виступів.

### Перша світова війна та Визвольні змагання
Коли почалася Перша світова війна, більшість чоловіків з села була відправлена на фронт. Вже в 1916 р. чоловіче населення Привільного в порівнянні з 1913 р. зменшилося на 820 осіб.
В середині лютого 1918 р. в Привільному була тимчасово встановлена радянська влада (після перебування села під юрисдикцією УНР). В кінці березня 1918 р. село зайняли німецько-австрійські війська. Гетьманська варта, що з'явилася тут, вимагала від населення визнати уряд гетьмана Скоропадського, що змінив Центральну Раду в кінці квітня 1918 р.
Влітку 1918 р. в селі була створена більшовицька партизанська група у складі К. Д. Кришталя, Г. І. Калачова, П. І. Каратєєва, Г. Я. Каратєєва, Т. Ф. Сперзіоника та ін. Ховаючись в плавнях, партизани нападали на обози кайзерівців, відбирали у них зброю. На початку червня вони розгромили садибу поміщика Дудника. Німецько-австрійські війська обстріляли Привільне з гармат, спалили декілька будинків і убили дев'ять жителів села. Декілька партизан були арештовані. Восени 1918 р. дії партизан активізувалися. На початку листопада вони розгромили гетьманську варту в Привільному. В грудні село зайняла Армія Української Народної Республіки. Радянська влада в Привільному була вдруге встановлена в березні 1919 р., коли частини Червоної Армії окупували село. Вибрану в тому ж місяці раду знову очолив І. П. Воронков. Головою волревкому, а потім волвиконкому став Я. А. Гуров. В травні Привільне захопили григор'ївці. Тут вони розмістили свій штаб. Почалися розстріли активістів. 16 червня бійці 3-го інтернаціонального полку, що прибули з Одеси, вигнали григор'ївців з села.
В серпні 1919 р. Миколаїв захопили денікінці. На території волості почав діяти комуністичний партизанський загін, яким командував В. В. Алейніков. В середині вересня він приєднався до повсталих баштанців. В Привільному на короткий період була відновлена радянська влада. Після розгрому Баштанської республіки білогвардійці вчинили криваву розправу над повсталими. 14 листопада були схоплені і замучені Б. Е. Бутенко, Т. К. Бутенко, Р. А. Гончаренко, А. І. Сліпоконь, К. І. Федоров та ін. Сім'ї повстанців виганяли на вулицю, їхні житла спалювали.
В кінці січня 1920 р. підрозділи 122-ї стрілецької бригади 41-ї дивізії Червоної Армії зайняли село і вигнали денікінців.
В травні 1920 р. був створений комсомольський осередок, першим секретарем якого став А. Я. Бєляєв. В тому ж році створений загін для придушення українських національних виступів в районі Нового Бугу і Богоявленська та розгрому загону Тютюнника. Влітку 1920 р. бійці цього загону були направлені на боротьбу проти Врангеля.

### СРСР
В липні 1920 р. в Привільному були організовані два КНС. Один з них очолив син бідняка С. Р. Коломійцев, інший — комуніст X. П. Кришталь. В тому ж році створений і волосний КНС на чолі з А. І. Піддубним. Комнезами контролювали виконання продрозкладки, допомагали Червоній Армії транспортом, продовольством. С. Р. Коломійцев організував загін, що брав участь в розгромі загону Іванова. Одним з активних членів КНС був Ф. Ф. Каратєєв. Він обирався делегатом повіту, губернського і I Всеукраїнського з'їзду незаможних селян.
В лютому 1921 р. група селян-бідняків на землі, що належала раніше церкві, створила комуну «Висхідна зірка». Спочатку в неї вступило сім бідняцьких сімей. Комуна мала 9 коней, 5 корів, 4 плуги, 3 борони. З часом придбали сівалку, жниварку, дві віялки. 3 січня 1922 р. комуна прийняла статут артілі. В селі було створено декілька товариств по спільній обробці землі: в 1920 р.– «Нове» і «Веселе», в 1921 р.– «Відрадне» і «Своя праця».
Поблизу Привільного діяв загін Баландюка. В березні 1921 р., коли комуністи поверталися з партз'їзду повіту, загін схопив і убив члена Привільненського волпарткома І. Т. Бутенка, волвійськкома Ф. К. Нікітіна та ін. Боротьбу з «бандитизмом» очолила створена в Привільному волосна комісія у складі голів волвиконкому, волкомнезаму, волпарткому і завідувача військового відділу волвиконкому. В 1921 р. в одній з сутичок бідняки Привільного знищили групу «бандитів», захопили коней, зброю, декілька кулеметів, фургонів. В кінці 1922 р. український рух в Привільненській волості був придушений.
На початку лютого 1922 р. спільні збори комуністів, членів волосного і сільських КНС обговорили питання про організацію сільськогосподарських кооперативів. В серпні 16 бідняцьких і 28 середняцьких господарств об'єдналися в кооперативне товариство «Нива». У вересні виникли ще дві трудові артілі — ім. Т. Г. Шевченко і ім. Г. І. Петровського. В березні 1923 р. члени товариства «Нива» прийняли статут трудової сільськогосподарської артілі, головою якої довгий час був комуніст X.П.Кришталь. Восени 1922 р. 17 бідняцьких сімей об'єдналися в артіль «Праця незаможних селян». В 1925 р. в цій сільськогосподарській артілі налічувався 141 чоловік.
В селі функціонувала лікарня на 20 ліжок, де працювали три лікарі і чотири медсестри. Волкомнезам організував дитячий притулок, в 1924 р. в ньому виховувалося 69 сиріт, у тому числі 6 дітей з Киргизії. Працювали три початкові і одна семирічна школи. В Привільному створили три школи лікнепу, які відвідувало все безграмотне населення у віці від 14 до 50 років. В 1920 р. тут була відкрита професійна школа по підготовці агрономів, у якій навчалися 65 чоловік. Вона мала 270 га. землі, коней, корів, сільськогосподарський інвентар.
Центром культурно-освітньої роботи сталі хата-читальня і сільський клуб. При клубі організували драмгурток, а також секції: літературну, сільськогосподарську, медичну, радіоаматорів. Діяла сільська бібліотека.
Райком партії і райвиконком (Привільне стало центром району в 1923 р.) надавали допомогу партійній організації села в її роботі. Партосередок налічував в своїх рядах 14 членів ВКП(б), його секретарем був І. Д. Діордіца.
До кінця 1928 р. в Привільному налічувалося 15 сільськогосподарських артілей. На початку лютого 1930 р. на основі дрібних сільгоспартілей були створено три колгоспи — ім. Карла Маркса, «Червона Україна» та ім. Сталіна. Вони об'єднували 65 %. господарств.
Радянські органи розкуркулили 34 господарства, декілька сімей примусово вислали з села. Велику допомогу привільненським колгоспникам надавали робітники-комуністи і комсомольці Чорноморського суднобудівного заводу. Шефи обладнали майстерні по ремонту сільгоспінвентарю.
Восени 1929 р. в Привільному створений філіал Баштанської тракторної колони, а в 1932 р.– Привільненська МТС. Машинно-тракторний парк МТС в передвоєнні роки мав в розпорядженні 60 тракторів, 20 комбайнів та іншу техніку. В 1937 р. за колгоспами Привільного було закріплене 11860 га сільськогосподарських угідь, у тому числі 7480га орних земель. Середня врожайність зернових на полях артілі ім. Карла Маркса збільшилася з 11 цнт. в 1937 р. до 20 цнт. в 1940 р. Господарства мали автомашини, двигуни, сівалки, жниварки. Значні успіхи були досягнуті в розвитку тваринництва. На колгоспних фермах налічувалося 529 коней, 820 голів великої рогатої худоби, 1160 овець, починало розвиватися свинарство. В 1940 р. отримано 726 тис. крб. прибутку і видано колгоспникам на трудодень по 3 кг зерна і по 2 крб. 35 копійок.
Під час організованого радянською владою Голодомору 1932—1933 років померло щонайменше 215 жителів села.
В 1935 р. тільки в сільськогосподарській артілі «Червона Україна» 25 людей закінчили курси ланкових. Однієї з перших за кермо трактора сіла А. І. Новіцька. Вже в 1935 р. тут була організована жіноча тракторна бригада.
Масовим став стахановський рух, все більше з'являлося передовиків. Тракторист Привільненської МТС І. Г. Савенко і старший вівчар артілі ім. Карла Маркса Г. Ф. Петренко в 1939—1940 рр. нагороджені малими срібними медалями Всесоюзної сільськогосподарської виставки. Учасниками виставки стали агротехнік колгоспу ім. Сталіна Ф. Е. Піддубний, що добився в 1938 р. урожаю зернових в середньому 23,5 цнт. з гектара, і тваринницька бригада колгоспу ім. Карла Маркса, що отримала в 1939 р. від кожних 100 вівцематок по 149 ягнят. Продуктивно працював колектив створеної в 1938 р. Привільненської автоколони. Шофери С. І. Богомаз, Н. Л. Бесчасний, Ф. О. Цибра удвічі перевиконували денні норми, економили пальне.
Частина мешканці Привільного працювала на промислових підприємствах. До війни в Привільному діяли маслозавод, дві маслоробні, пункт по переробці помідорів, три вітряні млини. В 1941 р. в 10 парторганізаціях Привільного налічувалося 92 члени партії і 22 кандидати в члени. У 1939 р. за успішний розвиток сільського господарства секретар Привільненського райкому партії А. В. Мазур нагороджений орденом Леніна. Він був делегатом XVIII з'їзду ВКП(б).
В побут населення входили електрика, радіо, кіно, телефон. Поліпшувалося медичне обслуговування. При лікарні на 50 ліжок функціонували дитяча і жіноча консультації, працювала дитяча молочна кухня. Медичну допомогу населенню надавали п'ять лікарів і шість чоловік з середньою медичною освітою. Діяла ветеринарна лікарня. Кожний колгосп мав дитячі ясла.
В 1935 р. семирічну школу перевели в середню, дві початкові — в семирічну. Була також початкова школа. Хлопці відвідували будинок піонерів. В Привільному працювала професійна школа по підготовці агрономів. В 1932 р. був відкритий агротехнікум, при якому діяв робфак. В районному і трьох колгоспних клубах були створені різні гуртки художньої самодіяльності. В селі було сім бібліотек — районна, три колгоспні і стільки ж шкільних, книжковий фонд яких становила близько 12 тис. екземплярів. Їх відвідували понад 2 тис. читачів. З 1935 р. видавалася районна газета «Привільнянська правда».

#### Друга світова війна
З наближенням ворога був створений загін народного ополчення. Жителі села брали участь в будівництві оборонних споруд, рили траншеї, протитанкові рови. До початку
12 серпня 1941 р. німецькі окупанти захопили Привільне. Почалися масові арешти. Гітлерівці стратили в районі 918 громадян, 1768 чоловік вивезли на примусові роботи до Німеччини. Для організації підпільної роботи в тилу ворога Привільненський райком партії залишив комуністів А. А. Кузьмичева, Д. П. Парафілова та ін. Окупанти вислідили їх і після жорстоких тортур стратили. Були арештовані і відправлені до концтабору місцеві активісти О. А. Осерськая, С. П. Прохоров і Т. Ф. Сперзіоник. Літом 1942 р. на території Привільненського і Баштанського районів почали діяти партизанські групи. З часом вони об'єдналися в Баштанський партизанський загін, у якому командиром одного з взводів був привільненець І.3.Ткачов. На початку березня 1944 р. загін влився до складу наступаючих частин Червоної Армії.
12 березня 1944 р. частини 3-го Українського фронту вигнали окупантів із Привільного. Першими увійшли до села бійці 138-го гвардійського полку 48-ї гвардійської стрілецької дивізії 46-ї армії. При вигнанні нацистів із села загинуло 59 солдатів і офіцерів Червоної Армії. Поховані вони в братській могилі, на якій встановлений пам'ятник. Відступаючи, вороги підірвали міст через Інгул.
1302 жителі Привільного воювали на фронтах Німецько-радянської війни. В боях за вигнання нацистів з Балтійського регіону відрізнився танкіст молодший лейтенант Г. І. Пегов. Його танк в числі перших прорвався до берегів Балтійського моря. За успішне виконання бойового завдання Г. І. Пегову привласнено звання Героя Радянського Союзу. Учасники війни П. Д. Бойко і М. Д. Рубан нагороджені орденом Червоного Прапора. Всього орденів і медалей удостоєно 310 жителів села, 217 чоловік загинули.

#### Повоєнне відновлення
Вже в 1944 р. в селі були відновлено МТС і маслозавод. Почали працювати лікарня, три школи — середня, семирічна і початкова. Відкрилися бібліотеки, кінотеатр.
У 1959 р. Привільне ввійшло до складу Баштанського району. В березні того ж року три привільненські сільськогосподарські артілі об'єдналися у велике багатогалузеве господарство — колгосп «Батьківщина».
В Привільному працював консервний цех Баштанської харчосмакової фабрики. Різноманітну продукцію випускав маслозавод. В 1972 р. він переведений в райцентр.
Діяла бібліотека, що мала філії в різних кінцях села, її книжковий фонд становив близько 75 тис. екземплярів. В 1975 р. в дні святкування 30-річчя Перемоги над нацистською Німеччиною у Другій Світовій війні споруджений Пагорб Слави.

### Незалежність
На березі Інгулу щоліта працює дитячий районний табір відпочинку «Веселка». В селі є будинок культури із залом для глядачів на 600 місць.

## Населення
- 1923 — 6078[4]
- 1939 — 4715

Згідно з переписом УРСР 1989 року чисельність наявного населення села становила 3137 осіб, з яких 1427 чоловіків та 1710 жінок.
За переписом населення України 2001 року в селі мешкало 2646 осіб.
- 2021 — 2220[7]

### Мова
Розподіл населення за рідною мовою за даними перепису 2001 року:
| Мова       | Відсоток |
| ---------- | -------- |
| українська | 96,39 %  |
| російська  | 3,20 %   |
| молдовська | 0,26 %   |
| болгарська | 0,04 %   |

## Уродженці
Уродженцями Привільного є доктор медичних наук І. М. Дубогрій, кандидати історичних наук І. Т. Кулик, М. С. Каратєєва, С. М. Білівненко, кандидат біологічних наук А. Н. Федоров.